# 벨리즈구

벨리즈 구의 위치

벨리즈구(영어: Belize District)는 벨리즈 동부에 위치한 구로 행정 중심지는 벨리즈에서 가장 큰 도시인 벨리즈시티이며 면적은 4,204km2, 인구는 89,247명(2011년 기준)이다.